# District d'Echarate
Le district d'Echarate est l’un des dix-huit districts de la province de La Convención située dans le département de Cusco au Pérou.
Il a été créé le 2 janvier 1857. Sa capitale est la ville d'Echarate.